# (3319) Kibi
(3319) Kibi es un asteroide perteneciente al cinturón de asteroides, descubierto el 12 de marzo de 1977 por Hiroki Kosai y su compañero astrónomo Kiichirō Furukawa desde el Observatorio Kiso, Monte Ontake, Japón.

## Designación y nombre
Designado provisionalmente como 1977 EJ5. Fue nombrado Kibi en homenaje a la prefectura japonesa de Okayama que antes se conocía por Kibi.